# Egon Jönsson
Egon Jönsson (Malmö, Suecia, 8 de octubre de 1921 - Malmö, 19 de marzo de 2000), también conocido como Egon Johnsson, fue un futbolista sueco que jugaba como centrocampista.

## Selección nacional
Fue internacional con la selección de fútbol de Suecia en 22 ocasiones y convirtió 9 goles. Fue campeón de los Juegos Olímpicos de 1948, medalla de bronce en la edición de 1952 y participó en la Copa del Mundo de 1950, donde Suecia obtuvo el tercer lugar.

### Participaciones en Copas del Mundo
| Mundial                        | Sede   | Resultado    | Partidos | Goles |
| ------------------------------ | ------ | ------------ | -------- | ----- |
| Copa Mundial de Fútbol de 1950 | Brasil | Tercer lugar | 3        | 0     |

### Participaciones en Juegos Olímpicos
| Olimpiada                         | Sede        | Resultado    | Partidos | Goles |
| --------------------------------- | ----------- | ------------ | -------- | ----- |
| Juegos Olímpicos de Londres 1948  | Reino Unido | Campeón      | 0        | 0     |
| Juegos Olímpicos de Helsinki 1952 | Finlandia   | Tercer lugar | 0        | 0     |

## Clubes
| Club     | País   | Año       |
| -------- | ------ | --------- |
| Malmö FF | Suecia | 1943-1954 |

## Palmarés

### Campeonatos nacionales
| Título         | Club     | País   | Año  |
| -------------- | -------- | ------ | ---- |
| Allsvenskan    | Malmö FF | Suecia | 1944 |
| Copa de Suecia | Malmö FF | Suecia | 1944 |
| Copa de Suecia | Malmö FF | Suecia | 1946 |
| Copa de Suecia | Malmö FF | Suecia | 1947 |
| Allsvenskan    | Malmö FF | Suecia | 1949 |
| Allsvenskan    | Malmö FF | Suecia | 1950 |
| Allsvenskan    | Malmö FF | Suecia | 1951 |
| Copa de Suecia | Malmö FF | Suecia | 1951 |
| Allsvenskan    | Malmö FF | Suecia | 1953 |
| Copa de Suecia | Malmö FF | Suecia | 1953 |

### Copas internacionales
| Título           | Selección | Sede                  | Año  |
| ---------------- | --------- | --------------------- | ---- |
| Juegos Olímpicos | Suecia    | Londres (Reino Unido) | 1948 |